# Hoornse Meer
Hoornse Meer is een woonwijk in het zuiden van de stad Groningen die in de laatste decennia van de 20e eeuw is gebouwd.
De wijk is vernoemd naar het naastgelegen Hoornsemeer en ligt aan de grens met de provincie Drenthe. Ten noorden ligt de wijk Corpus den Hoorn en ten zuidwesten de wijk Hoornse Park. In de wijk staan zo'n 2000 woningen en er wonen ruim 4000 mensen. De straten zijn naar staatslieden vernoemd.

## Opzet en aard
De wijk kent een moderne stedebouwkundige en architectonische vormgeving. Het woningbestand is gevarieerd en er is aandacht besteed aan de inrichting van de openbare ruimte. De wijk omvatte aanvankelijk veel sociale woningbouw, naast dure huurwoningen en koopwoningen. Het gemeentebestuur wilde graag dat wonen aan het meer voor iedereen toegankelijk zou zijn. Inmiddels is een groot deel van de sociale woningen verkocht, de wijk telt nu nog 40% corporatiewoningen. Enkele wooncomplexen zijn bedoeld voor ouderen.

## Voorzieningen en activiteiten
In de wijk zijn enkele winkels waaronder een supermarkt. Verder zijn er een restaurant en een snackbar. Er zijn speelvoorzieningen voor kinderen. Andere faciliteiten zijn een steiger aan het meer, een surfstrand en een skatebaan. Er is een openbare montessori-basisschool en een mogelijkheid voor kinderopvang. De eerstelijns gezondheidszorg is ondergebracht in een medisch centrum.

## Kunst
In de wijk staat het door de Amerikaanse architect John Hejduk ontworpen gebouw Wall House #2.

## Bron/link
- Bestemmingsplan Hoornse Meer

1. ↑  Inclusief het A-kwartier, Academiekwartier, Bisschopskwartier en Ebbingekluft
2. ↑  Inclusief Ruskenveen
3. ↑  Euvelgunne en Roodehaan zijn onderdeel van de MEER-dorpen, maar vallen onder de wijk Zuidoost
4. ↑  Inclusief de subbuurten De Wierden (waaronder het bouwblok Heemwerd), Rietlanden en Reitdiephaven
5. ↑  Voorheen Korrewegwijk genoemd
6. ↑  Voorheen Korrewegbuurt genoemd